# (35283) Bradtimerson
(35283) Bradtimerson est un astéroïde de la ceinture principale découvert en 1996.

## Description
(35283) Bradtimerson a été découvert le 5 octobre 1996 à l'observatoire Palomar, situé au nord de San Diego en Californie, par George R. Viscome.

### Caractéristiques orbitales
L'orbite de cet astéroïde est caractérisée par un demi-grand axe de 2,68 ua, un périhélie de 2,59 ua, une excentricité de 0,03 et une inclinaison de 0,81° par rapport à l'écliptique. Du fait de ces caractéristiques, à savoir un demi-grand axe compris entre 2 et 3,2 ua et un périhélie supérieur à 1,666 ua, il est classé, selon la JPL Small-Body Database, comme objet de la ceinture principale.

### Caractéristiques physiques
(35283) Bradtimerson a une magnitude absolue (H) de 15,3 et un albédo estimé à 0,244.